# Fiat Grande Punto
De Fiat Grande Punto is een auto geproduceerd door de Italiaanse autofabrikant Fiat en kwam in 2005 op de markt. In Europa is de auto uit productie, terwijl deze nog in Brazilië en India gemaakt wordt. Doordat de auto zo'n 20 centimeter langer is dan z'n voorganger, besloot Fiat de Punto als Grande Punto te verkopen, mede omdat het vorige model nog in productie zou blijven. In 2009 werd de Grande Punto opgevolgd door de Punto Evo. De Punto II en de Grande Punto werden desondanks nog steeds geproduceerd.

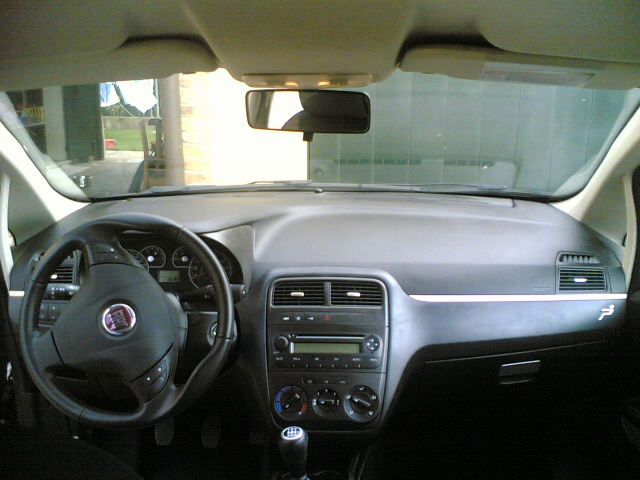
Het dashboard van de Grande Punto, met rechts Mr. Dot

## Grande Punto
Het ontwerp van de Grande Punto stamt van Giugiaro, terwijl de techniek van de auto in samenwerking met het Amerikaanse GM (Opel) is ontwikkeld. Opel heeft op basis van deze techniek de Opel Corsa D ontworpen. 
De Grande Punto beschikt over hoog geplaatste achterlichten, een handelskenmerk van de Punto reeksen. Van voren doet de auto enigszins denken aan de modellen van Maserati, door de koplampen en grille. Andere opvallende exterieur details zijn de spiegels op pootjes en het derde zijruitje vóór. 
Het dashboard is redelijk strak vormgegeven en daarom leverde Fiat het interieur van het model met verschillende, opvallende kleuren, die dan ook op het dashboard terugkeren.  Rechts op het dashboard is het zogenoemde Mr. Dot logo te vinden, een mannetje in de vorm van de letter P.

### Motoren
De Grande Punto werd geleverd met de volgende motoren.

#### Benzine
| Model           | Motor | Inhoud  | Vermogen (PK) | Koppel (Nm)   | 0-100 km/h (s) | Topsnelheid (km/h) | Opmerking                     |
| --------------- | ----- | ------- | ------------- | ------------- | -------------- | ------------------ | ----------------------------- |
| 1.2 8V Fire     | L4    | 1242 cc | 65 @5500 rpm  | 102 @3000 rpm | 14.5           | 155                |                               |
| 1.4 8V Fire     | L4    | 1368 cc | 77 @6000 rpm  | 115 @3000 rpm | 13.2           | 165                |                               |
| 1.4 16V StarJet | L4    | 1368 cc | 95 @6000 rpm  | 125 @4500 rpm | 11.4           | 178                | 6 versnellingen               |
| 1.4 16V T-Jet   | L4    | 1368 cc | 120 @5000 rpm | 206 @2000 rpm | 8.9            | 195                | vanaf 2007                    |
| 1.4 16V T-Jet   | L4    | 1368 cc | 155 @5500 rpm | 230 @3000 rpm | 8.2            | 208                | Abarth model, vanaf 2008      |
| 1.4 16V T-Jet   | L4    | 1368 cc | 180 @5750 rpm | 272 @2750 rpm | 7.7            | 215                | Abarth "SS" model, vanaf 2008 |

#### Diesel
| Model       | Motor | Inhoud  | Vermogen (PK) | Koppel (Nm)   | 0-100 km/h (s) | Topsnelheid (km/h) |
| ----------- | ----- | ------- | ------------- | ------------- | -------------- | ------------------ |
| 1.3 16V JTD | L4    | 1248 cc | 75 @4000 rpm  | 190 @1750 rpm | 13.6           | 165                |
| 1.3 16V JTD | L4    | 1248 cc | 90 @4000 rpm  | 200 @1750 rpm | 11.9           | 175                |
| 1.6 16V JTD | L4    | 1598 cc | 120 @3750 rpm | 320 @1750 rpm | 9.6            | 193                |
| 1.9 8V JTD  | L4    | 1910 cc | 120 @4000 rpm | 280 @2000 rpm | 10.0           | 190                |
| 1.9 8V JTD  | L4    | 1910 cc | 129 @4000 rpm | 280 @2000 rpm | 9.5            | 200                |

## Punto Evo
In 2009 werd een facelift van de Grande Punto geïntroduceerd als Punto Evo. Een Punto Evo is in de basis gelijk aan de Grande Punto maar heeft een gewijzigde grille en achterkant. De grille is gesplitst door een balk waar de nummerplaat op gemonteerd wordt en de verlichting is uitgebreid met dagrijverlichting. Aan de achterkant zijn de LED achterlichten nieuw. Aan de binnenkant is het dashboard vernieuwd. Verder zijn voor de Punto Evo andere motoren en uitrustingsdetails beschikbaar.

Met de Punto Evo kwam ook een nieuwe, zuinige, versie van de 1.3 MultiJet dieselmotor die door zijn lage CO2 uitstoot vrijgesteld is van motorrijtuigenbelasting. Alle motoren, met uitzondering van de 1.2, zijn standaard voorzien van een start-stop systeem.

### Motoren
De Punto Evo wordt in Nederland geleverd met de volgende motoren.

#### Benzine
| Model                  | Motor | Inhoud  | Vermogen (PK) | Koppel (Nm)   | 0-100 km/h (s) | Topsnelheid (km/h) | CO2 uitstoot (g/km) | Leverbaar (van-tot) | Opmerking                  |
| ---------------------- | ----- | ------- | ------------- | ------------- | -------------- | ------------------ | ------------------- | ------------------- | -------------------------- |
| 1.2 8V Fire            | L4    | 1242 cc | 65 @5500 rpm  | 102 @3000 rpm | 14.5           | 155                | 135                 | 2009 - 2011         |                            |
| 1.2 8V Fire            | L4    | 1242 cc | 69 @5500 rpm  | 102 @3000 rpm | 14.5           | 155                | 119                 | 2011 - 2012         |                            |
| 1.4 8V Fire            | L4    | 1368 cc | 77 @6000 rpm  | 115 @3000 rpm | 13.2           | 165                | 132                 | 2009 - 2012         |                            |
| 1.4 Multiair 16V       | L4    | 1368 cc | 105 @6000 rpm | 130 @4000 rpm | 10.8           | 185                | 134                 | 2009 - 2011         |                            |
| 1.4 Multiair 16V Turbo | L4    | 1368 cc | 135 @5000 rpm | 206 @1750 rpm | 8.5            | 205                | 129                 | 2009 - 2012         |                            |
| 1.4 Multiair 16V Turbo | L4    | 1368 cc | 165 @5500 rpm | 250 @2250 rpm | 7.9            | 213                | 142                 | 2010 - 2013         | Abarth                     |
| 1.4 Multiair 16V Turbo | L4    | 1368 cc | 180 @5750 rpm | 270 @2500 rpm | 7.5            | 216                | 142                 | 2012 - 2014         | Abarth Esseesse/SuperSport |

#### Diesel
| Model            | Motor | Inhoud  | Vermogen (PK) | Koppel (Nm)   | 0-100 km/h (s) | Topsnelheid (km/h) | CO2 uitstoot (g/km) | Leverbaar (van-tot) |
| ---------------- | ----- | ------- | ------------- | ------------- | -------------- | ------------------ | ------------------- | ------------------- |
| 1.3 Multijet 16v | L4    | 1248 cc | 70 @4000 rpm  | 190 @1750 rpm | 13.6           | 165                | 104                 | 2009-2010           |
| 1.3 Multijet 16v | L4    | 1248 cc | 85 @3750 rpm  | 200 @1750 rpm | 13.1           | 172                | 95                  | 2010-               |
| 1.6 Multijet 16v | L4    | 1598 cc | 120 @3750 rpm | 320 @1750 rpm | 9.6            | 193                | 119                 | 2009-2010           |

Wegens tegenvallende resultaten (in Nederland deed de auto het juist goed wegens de belastingvoordelen) en het uitstellen van z'n opvolger kreeg de Punto opnieuw een facelift. Het woord 'Evo' kwam te vervallen en qua uiterlijk doet het model weer meer denken aan de Grande Punto (zie Fiat Punto)
Huidige modellen: 
124 Spider ·
500 ·
500e ·
500L ·
500X ·
600 ·
Aegea ·
Argo ·
Cronos · 
Doblò · 
Ducato ·
Fiorino ·
Fullback ·
Linea ·
Palio · 
Panda · 
Punto · 
Qubo ·
Scudo · 
Siena ·
Strada ·
Tipo · 
Ulysse
Historische modellen na de Tweede Wereldoorlog: 
124 · 
125 · 
126 · 
127 · 
128 · 
130 · 
131 · 
132 · 
133 · 
147 · 
148 · 
242 ·
500 ·
600 · 
600 Multipla · 
850 · 
1100 · 
1200 · 
1300/1500 · 
1400/1900 · 
1800/2100 · 
2300 · 
Albea ·
Argenta · 
Barchetta · 
Bianchina ·
Bravo · 
Brío · 
Campagnola · 
Cinquecento · 
Coupé · 
Croma · 
Dino · 
Duna · 
Elba ·
Fiorino ·
Freemont ·
Grande Punto ·
Idea ·
Marea · 
Marengo · 
Mod 5 · 
Multipla · 
Oggi · 
Panorama · 
Penny · 
Prêmio · 
Regata · 
Ritmo · 
Sedici ·
Seicento · 
Spazio · 
Stilo ·
Talento · 
Tempra · 
Tipo · 
Turbina · 
Uno · 
Vivace · 
X1/9
Historische modellen voor de Tweede Wereldoorlog: 
1 · 
1T · 
10 HP · 
12 HP · 
24 HP · 
2B Torpedo · 
4 HP · 
501 · 
502 · 
503 · 
505/507 · 
508 · 
509 · 
510/512 · 
514 · 
515 · 
518 · 
519 · 
520 · 
521 · 
522 · 
524 · 
525 · 
527 · 
60 HP · 
70 · 
801 · 
1100 · 
1500 · 
2800 · 
Brevetti · 
Laundolet · 
Modello O · 
Tipo 2 · 
Tipo Torpedo · 
Topolino · 
Zero